# Crashkurs
Crashkurs è il primo ed unico album in studio dei Son Goku, pubblicato il 29 luglio del 2002. Il gruppo ha impiegato sei mesi per prepararlo e, fra le 16/18 canzoni che erano state composte, ne sono state scelte 14.
L'album si è classificato alla 15ª posizione della Media Control Charts ed al 35º posto nella classifica austriaca. L'unico singolo estratto è Alle für Jeden.

## Tracce
1. An Alle – 4:43
2. Crashkurs – 3:38
3. Gebet dank – 3:52
4. Alle für Jeden – 2:40
5. OM – 3:47
6. Hier sind Wir sind hier – 4:03
7. Tut mir leid – 3:51
8. Ist das dein Leben? – 4:31
9. Wessen Schicksal – 4:34
10. Sofort Aufhören – 3:51
11. Leicht – 4:05
12. Läutet alle Glocken – 3:35
13. Wann willst du leben wenn nicht jetzt? – 2:57
14. Space – 7:53